# Valerie Teufl
Valerie Teufl (* 4. September 1986 in Vöcklabruck) ist eine österreichische Volleyball- und Beachvolleyballspielerin.

## Karriere Hallen-Volleyball
Teufl begann 2001 mit dem Volleyball in der Halle. In den ersten Jahren ihrer Karriere spielte sie für Union Enns und Union Regau. 2006 wechselte die Mittelblockerin zum Bundesligisten ASKÖ Linz-Steg. Mit dem Verein wurde sie österreichische Vizemeisterin. Außerdem gewann sie den nationalen Pokal.

## Karriere Beachvolleyball
2011 nahm Teufl mit Sabine Swoboda am Satellite-Turnier in Baden teil. Anschließend bildete sie ein Duo mit ihrer Linzer Mitspielerin Elisabeth Klopf. In Klagenfurt spielten Teufl/Klopf ihren ersten Grand Slam der FIVB World Tour. Das erste Open-Turnier absolvierten sie anschließend in Den Haag. Außerdem belegten sie den dritten Rang bei der österreichischen Meisterschaft. 2012 erreichten sie beim Grand Slam in Gstaad den 25. Platz. Sie spielten drei weitere Grand Slams und die Åland Open. Ihr bestes Ergebnis auf der World Tour 2013 war der 25. Rang in Long Beach. Bei der Europameisterschaft in Klagenfurt konnten Teufl/Klopf hingegen keinen Satz gewinnen und schieden nach der Vorrunde aus. Seit Oktober 2014 bildet Teufl ein Team mit Bianca Zass.